# Bemandede rumflyvninger
Denne kronologiske liste inkluderer alle bemandede rumflyvninger, der har nået en højde på over 100 km(FAIs definition af rumflyvning) eller blev opsendt med dette formål, men fejlede inden den nåede det. USA har en anden definition af rumflyvning – de forlanger kun 80 km. I 1960'erne fløj det amerikanske X-15 raketfly over 80 kilometer 13 gange, men kun 2 af disse var over 100 km. Det er kun disse to der er inkluderet her.
Indtil 10. august 2007 har der været 259 bemandede rumflyvninger der har nået en højde på over 100 km. Af disse er 251 gået i kredsløb.

## Detaljerede lister
- Bemandede rumflyvninger i 1960'erne
- Bemandede rumflyvninger i 1970'erne
- Bemandede rumflyvninger i 1980'erne
- Bemandede rumflyvninger i 1990'erne
- Bemandede rumflyvninger 2000-nu

## Missioner
Saljutstationerne, Mir og Den Internationale Rumstation som forskellige af missionerne på denne liste har været sammenkoblet med er ikke med på denne liste.
| 1961 | Vostok 1 — Mercury-Redstone 3 — Mercury-Redstone 4 — Vostok 2                                                              |
| 1962 | Mercury-Atlas 6 — Mercury-Atlas 7 — Vostok 3 — Vostok 4 — Mercury-Atlas 8                                                  |
| 1963 | Mercury-Atlas 9 — Vostok 5 — Vostok 6 — X-15 Flyvning 90 — X-15 Flyvning 91                                                |
| 1964 | Voskhod 1 |
| 1965 | Voskhod 2 — Gemini 3 — Gemini 4 — Gemini 5 — Gemini 7 — Gemini 6A                                                          |
| 1966 | Gemini 8 — Gemini 9A — Gemini 10 — Gemini 11 — Gemini 12                                                                   |
| 1967 | Sojuz 1 |
| 1968 | Apollo 7 — Sojuz 3 — Apollo 8                                                                                              |
| 1969 | Sojuz 4 — Sojuz 5 — Apollo 9 — Apollo 10 — Apollo 11 — Sojuz 6 — Sojuz 7 — Sojuz 8 — Apollo 12                             |
| 1970 | Apollo 13 — Sojuz 9 |
| 1971 | Apollo 14 — Sojuz 10 — Sojuz 11 — Apollo 15                                                                                |
| 1972 | Apollo 16 — Apollo 17 |
| 1973 | Skylab 2 — Skylab 3 — Sojuz 12 — Skylab 4 — Sojuz 13                                                                       |
| 1974 | Soyuz 14 — Sojuz 15 — Sojuz 16                                                                                             |
| 1975 | Sojuz 17 — Sojuz 18a — Sojuz 18 — Apollo ASTP — Sojuz 19                                                                   |
| 1976 | Sojuz 21 — Sojuz 22 — Sojuz 23                                                                                             |
| 1977 | Sojuz 24 — Sojuz 25 — Sojuz 26                                                                                             |
| 1978 | Sojuz 27 — Sojuz 28 — Sojuz 29 — Sojuz 30 — Sojuz 31                                                                       |
| 1979 | Sojuz 32 — Sojuz 33 |
| 1980 | Sojuz 35 — Sojuz 36 — Sojuz T-2 — Sojuz 37 — Sojuz 38 — Sojuz T-3                                                          |
| 1981 | Sojuz T-4 — Sojuz 39 — STS-1 — Sojuz 40 — STS-2                                                                            |
| 1982 | STS-3 — Sojuz T-5 — Sojuz T-6 — STS-4 — Sojuz T-7 — STS-5                                                                  |
| 1983 | STS-6 — Sojuz T-8 — STS-7 — Sojuz T-9 — STS-8 — Sojuz T-10-1 — STS-9                                                       |
| 1984 | STS-41-B — Sojuz T-10 — Sojuz T-11 — STS-41-C — Sojuz T-12 — STS-41-D — STS-41-G — STS-51-A                                |
| 1985 | STS-51-C — STS-51-D — STS-51-B — Sojuz T-13 — STS-51-G — STS-51-F — STS-51-I — Sojuz T-14 — STS-51-J — STS-61-A — STS-61-B |
| 1986 | STS-61-C — STS-51-L — Sojuz T-15                                                                                           |
| 1987 | Sojuz TM-2 — Sojuz TM-3 — Sojuz TM-4                                                                                       |
| 1988 | Sojuz TM-5 — Sojuz TM-6 — STS-26 — Sojuz TM-7 — STS-27                                                                     |
| 1989 | STS-29 — STS-30 — STS-28 — Sojuz TM-8 — STS-34 — STS-33                                                                    |
| 1990 | STS-32 — Sojuz TM-9 — STS-36 — STS-31 — Sojuz TM-10 — STS-41 — STS-38 — STS-35 — Sojuz TM-11                               |
| 1991 | STS-37 — STS-39 — Sojuz TM-12 — STS-40 — STS-43 — STS-48 — Sojuz TM-13 — STS-44                                            |
| 1992 | STS-42 — Sojuz TM-14 — STS-45 — STS-49 — STS-50 — Sojuz TM-15 — STS-46 — STS-47 — STS-52 — STS-53                          |
| 1993 | STS-54 — Sojuz TM-16 — STS-56 — STS-55 — STS-57 — Sojuz TM-17 — STS-51 — STS-58 — STS-61                                   |
| 1994 | Sojuz TM-18 — STS-60 — STS-62 — STS-59 — Sojuz TM-19 — STS-65 — STS-64 — STS-68 — Sojuz TM-20 — STS-66                     |
| 1995 | STS-63 — STS-67 — Sojuz TM-21 — STS-71 — STS-70 — Sojuz TM-22 — STS-69 — STS-73 — STS-74                                   |
| 1996 | STS-72 — Sojuz TM-23 — STS-75 — STS-76 — STS-77 — STS-78 — Sojuz TM-24 — STS-79 — STS-80                                   |
| 1997 | STS-81 — Sojuz TM-25 — STS-82 — STS-83 — STS-84 — STS-94 — Sojuz TM-26 — STS-85 — STS-86 — STS-87                          |
| 1998 | STS-89 — Sojuz TM-27 — STS-90 — STS-91 — Sojuz TM-28 — STS-95 — STS-88                                                     |
| 1999 | Sojuz TM-29 — STS-96 — STS-93 — STS-103                                                                                    |
| 2000 | STS-99 — Sojuz TM-30 — STS-101 — STS-106 — STS-92 — Sojuz TM-31 — STS-97                                                   |
| 2001 | STS-98 — STS-102 — STS-100 — Sojuz TM-32 — STS-104 — STS-105 — Sojuz TM-33 — STS-108                                       |
| 2002 | STS-109 — STS-110 — Sojuz TM-34 — STS-111 — STS-112 — Sojuz TMA-1 — STS-113                                                |
| 2003 | STS-107 — Sojuz TMA-2 — Shenzhou 5 — Sojuz TMA-3                                                                           |
| 2004 | Sojuz TMA-4 — SpaceShipOne flyvning 15P — SpaceShipOne flyvning 16P — SpaceShipOne flyvning 17P — Sojuz TMA-5              |
| 2005 | Sojuz TMA-6 — STS-114 — Sojuz TMA-7 — Shenzhou 6                                                                           |
| 2006 | Sojuz TMA-8 — STS-121 — STS-115 — Sojuz TMA-9 — STS-116                                                                    |
| 2007 | Sojuz TMA-10 — STS-117 — STS-118 — Sojuz TMA-11 — STS-120                                                                  |
| 2008 | STS-122 — STS-123 — Sojuz TMA-12 — STS-124 — Shenzhou 7 — Sojuz TMA-13 — STS-126                                           |
| 2009 | STS-119 — Sojuz TMA-14 — STS-125 — Sojuz TMA-15 — STS-127 — STS-128 — Sojuz TMA-16 — STS-129 — Sojuz TMA-17                |
| 2010 | STS-130 — STS-131 — Sojuz TMA-18 — STS-132* — Sojuz TMA-19* — STS-133* — STS-134* — Sojuz TMA-01M* — Sojuz TMA-20*         |

* betyder planlagt.